# Babel Fish
Babel Fish byl nejstarším bezplatným internetovým překladačem, který byl spuštěn roku 1997. Vznikl a fungoval jako součást tehdy oblíbeného vyhledávače AltaVista. V roce 2003 přešel Babel fish pod záštitu vyhledávače Yahoo!, v roce 2012 jej potom nahradil překladač Microsoft Bing Translator. Babel fish dokáže překládat text nebo obsah webových stránek mezi 38 jazyky.
Jméno překladače pochází z knihy Stopařův průvodce po galaxii od Douglase Adamse. V knize je Babel fish rybka, která po vložení do ucha překládá uživateli z jakéhokoli jazyka. Jméno Babel fish má ale původ ještě starší. Spisovatel Adams si jej vypůjčil z biblického příběhu o zmatení jazyků ve městě Babylon (Babel). Bible čtenáře uvádí do děje
po Potopě. Právě potopa v knize zobrazuje varování bohů. Chtěli lidem
naznačit, že je jejich rod zkažený. Noe byl bohy zvolen vyvoleným, jeho úkolem
bylo zhotovit archu. Bohové Noemu pomáhali. Zachránit bylo nutné i zvířata,
která by ve vodě nepřežila. Tato legenda byla v různých kulturách jinak
vyložena. Nepatrné, ale důležité detaily pak mění celkový význam příběhu. Bible
vypráví o babylonském zmatení jazyků hned poté, co lidé zažili již zmíněnou Potopu.
Troufalost lidí bohy znepokojovala i nadále, tudíž bylo rozhodnuto o dalším
trestu, který by lid už poučil. Babylon byl v tehdejší době bohatým,
obchodním městem, které vyčnívalo nad ostatními. Nejen krása tohoto
historického místa byla na dřívější poměry výjimečná. Na území mělo nárok
z historického hlediska hned několik zemí. Důležitým a tragickým okamžikem
v dějinách Babylonu bylo jeho vypálení, éra Babylonu byla u konce. Biblický
příběh vypráví o hněvu bohů, kteří uvrhli na lidi kletbu. Bohužel,
předcházející katastrofa nebyla dostatečným varováním pro lidstvo. Tentokrát
byla kletba opravdu krutá. Obyvatelé velkého Babylonu chtěli zhotovit obří,
velkolepou věž. Velkolepost měla být docílena hlavně rozměry dané věže, která
měla mířit až do nebe. Tímto drzým činem lidé bohy přirozeně rozhněvali. Kdyby
byla věž zhotovena, lidstvo by upadlo od uctívání bohů. To bylo do té doby
nedotknutelné. Troufalé počínání lidí pořád pokračovalo. Pokání lidí
nepřicházelo vůbec v  úvahu. Bohové potrestali lid vícejazyčností.
Nikdo nikomu nerozuměl, jazyk nabyl na významu.

## Historie
Překladač Babel fish byl poprvé spuštěn 9. prosince 1997 na stránkách internetového prohlížeče AltaVista. Ten spatřil světlo světa o 2 roky dříve, tj. 15. prosince 1995. Tyto stránky měly původně ukazovat na vysoký potenciál serverů společnosti Digital Equipment Corporation, která tento vyhledávač založila.
V roce 2003 koupila AltaVistu firma Overture Services, Inc. Rok nato převzala Overture firma Yahoo!. Webová adresa překladače přesto zůstávala babelfish.altavista.com, a to až do května roku 2008, kdy se změnila na babelfish.yahoo.com.
Další změna přišla 30. května 2012, kdy adresa babelfish.yahoo.com začala odkazovat na Microsoft Bing Translator, protože právě tento překladač Babel fish nahradil. Od roku 2013 již odkaz babelfish.yahoo.com přesměrovává uživatele přímo na domovskou stránku Yahoo!.

## Problémy překladu
Obecně lze říči, že čím obsahuje zdrojový text více idiomatických výrazů, tím spíše bude jeho překlad nepřesný. Nejinak tomu bylo i u Babel fish. Připouštějí to i sami tvůrci, na druhou stranu ale říkají: “Tato technologie funguje nejlépe, pokud je text gramaticky správný a neužívá příliš mnoho idiomů, přesto by ale uživatelé měli být schopni porozumět i špatně napsaným dokumentům.”
Dalším častým problémem, se kterým se strojový překlad potýká, je syntaktická struktura věty. Babel fish funguje na principu překladu “slovo za slovem”. Navíc provádí velice základní přeskupení slovosledu, aby byla výsledná věta co možná nejsrozumitelnější. Při komplikovanějších strukturách se ale může stát, že výsledný text bude těžko pochopitelný.
Strojový překlad může být buď vícejazyčný (překlad se uskutečňuje mezi třemi a více jazyky) nebo dvoujazyčný (překlad mezi dvěma jazyky). Přestože Babel fish nabízí překlad z a do několika desítek jazyků, každý “jazykový pár” je vlastně samostatný program, takže se vlastně jedná o systém dvoujazyčných překladů. V každém “jazykovém páru” existují navíc dva oddělené dvoujazyčné slovníky a překladové programy.
Proto může docházet k odlišnostem například při překladu z angličtiny do němčiny a naopak. Při překladu z angličtiny do němčiny systém správně přeloží větu “My son eats broccoli” na “Mein Sohn ißt Brokkoli“. Ovšem když tuto větu zadáme pro překlad z němčiny do angličtiny, dostaneme „My son eats Brokkoli“. To znamená, že přestože je slovo „broccoli“ v anglicko-německém slovníku, totéž slovo chybí ve slovníku německo-anglickém.
Jednoduše řečeno, i u sebehoršího dokumentu mohl čtenář pochytit z překladu alespoň hlavní myšlenky. Bylo to jednoduché, rychlé a hlavně zadarmo.
Překladač Yahoo! Babel Fish byl k nalezení na webu
Yahoo!. Na doméně, která funguje i nyní, najdeme více funkcí. Yahoo! nabízí
aktuální zpravodajství, finance, filmy… Překladač Yahoo! Babel Fish byl opravdu
unikátní. Umožňoval překlad zhruba v 40 jazycích. Jazyky, které překladač
dobře ovládal, byly např. angličtina, němčina, francouzština, řečtina, čínština
aj. V rámci jazykových párů chyběla čeština. Yahoo! Babel Fish by neměl být
chybně zaměňován za The Babel Fish Corporation (Oscar Jofre). Překladač Yahoo
(v rámci pravidlového překladu) vyřeší i otázky morfologické roviny.
V této oblasti je nutné analyzovat gramatické kategorie. Je důležité, aby
překladač zachytil základní tvar, který je pro výchozí analýzu nezbytný.
Z něho totiž vše vychází. Byly zvoleny pro zjednodušení i značky. Ty patří
vždy k určitému druhu. Gramatické kategorie je někdy opravdu velice
obtížné rozdělit, aby byl význam komplexní a nedocházelo
k nedorozumění.   

## Historie strojového překladu
Vývoj strojového překladu započal během druhé světové války. Strojový překlad tehdy sloužil výhradě pro válečné účely. Přibližně dvacet let “vojenského” strojového překladu bylo završeno vznikem SYSTRANu, společnosti zabývající se strojovým překladem. Jejím zakladatelem se stal roku 1968 Peter Toma v Kalifornii. Během 80. let byla technologie strojového překladu využívána hlavně velkými korporacemi (např.: Commission of European Communities, the U.S. Air Force, and Xerox Corporation) pro překlad velkých objemů dat.
Počátkem let devadesátých technologie SYSTRANu začala pronikat i do sféry osobních počítačů. A poté to byl právě SYSTRAN společně se společností Digital, kdo poskytl technologii pro spuštění Babel fish.